# Ларсоннёр, Жан-Шарль
Жан-Шарль Ларсоннёр (фр. Jean-Charles Larsonneur) — французский политик, депутат Национального собрания Франции.

## Биография
Родился 24 января 1984 года в Бресте в семье работника компании DCNS и учителя. Вырос в Бресте. 
В 17 лет Жан-Шарль Ларсоннёр покинул Брест ради получения образования. В 2006 году он получил диплом Института политических исследований в Лилле в области внутриевропейских отношений, затем диплом магистра в области экономики и европейского права Университета Кента в Великобритании. В 2011 году он получил звание магистра по связям с общественностью в университете Париж 1. 
С 2008 по 2009 годы преподавал европейскую историю и политическую философию в Гренландском университете, с 2011 года является политическим советником в министерстве иностранных дел Франции, преподает на курсах повышения квалификации Национальной школе администрации (ENA). В 2011-2012 годах был членом движения «Европа Экология Зелёные», поддерживал Еву Жоли во время президентской кампании 2012 года. 
В 2017 году Жану-Шарлю Ларсоннёру было предложено стать кандидатом партии «Вперёд, Республика!» на выборах в Национальное собрание по 2-му избирательному округу департамента Финистер. 18 июня 2017 года он победил во 2-м туре выборов кандидата партии Непокорённая Франция, получив 59,58 % голосов, и был избран депутатом Национального собрания Франции.
В Национальном собрании Жан-Шарль Ларсоннёр сначала вступил в группу «Вперёд, Республика!», в 2020 году перешел в группу Agir. Является членом Комиссии по национальной обороне и вооруженным силам, неоднократно выступая в качестве докладчика  или (совместно) представляя информационные отчеты.
В рамках Парламентской ассамблеи НАТО готовил два доклада: «Об основных задачах поддержания мира и безопасности на Западных Балканах» в 2020 году  и «О проблемах безопасности на Крайнем Севере» в следующем году. После Брексита он выступает за «амбициозную портовую стратегию» и приветствует включение порта Брест в трансъевропейскую центральную транспортную сеть (RTE-T). Активный сторонник европейской интеграции.
Перед выборами в Национальное собрание в 2022 году кандидатура Жана-Шарля Ларсоннёра не получила поддержку президентского большинства. Тем не менее он решил вновь баллотировалась во втором округе департамента Финистер, выступив, в том числе против кандидата от президентского большинства, что привело к исключению его из партии «Вперёд, Республика!». Во втором туре он получил поддержку различных политических сил, в том числе бывшего премьер-министра Эдуара Филиппа и победил, получив 50,2 % голосов. В новом составе Национального собрания вошел группу «Горизонты».
На Парламентских выборах 2024 года, назначенных после роспуска президентом Эмманюэлем Макроном Национального собрания 9 июня 2024 года, Жан-Шарль Ларсоннёр вновь баллотировался, но проиграл во втором туре кандидату блока Новый народный фронт Пьеру-Иву Кадалену.

## Занимаемые должности
21.06.2017 — 09.06.2024 — депутат Национального собрания Франции от 2-го избирательного округа департамента Финистер